# Велики крш
Велики крш је карпатско-балканска планина која се издиже северозападно од града Бора, а западно од планине Стола. Крш је у овом крају уобичајен назив који одражава састав стена и карактер терена, а ова планина је њихов најизразитији представник.
У непосредној близини Великог крша налазе се Мали и Голи крш. Мали крш (848 m) је нижи део Великог крша, одсечен од њега процепом „Врата”. Поједини аутори Мали крш сматрају саставом усамљеног мањег гребена, који се по картама такође назива Мали крш, а који раздваја масиве Великог крша и Стола. Заједно са Малим кршом укупна дужина гребена Великог крша износи 20 km. Голи крш налази се у наставку Стола на југоисточној страни, али он не припада Великом кршу. 
Највиши врх Великог крша носи исти назив и досеже висину од 1.148 m.

## Галерија
- Велики крш виђен са Борског Стола.
- Велики крш виђен са Борског Стола.
- Велики крш виђен са Борског Стола.
- Велики крш виђен са Борског Стола.